# Hydroxyde d'indium(III)
L'hydroxyde d'indium(III) est le composé chimique de formule In(OH)3. Il est utilisé principalement comme précurseur de l'oxyde d'indium(III), In2O3. On le trouve parfois sous la forme du minéral rare dzhalindite.

## Structure
In(OH)3 a une structure cubique, un groupe d'espace Im3 et une structure ReO3 déformée,.

## Préparation et réactions
La neutralisation d'une solution d'un sel In3+ tel que In(NO3)3, le nitrate d'indium ou une solution de InCl3 donne un précipité blanc qui en vieillissant forme In(OH)3,. La thermolyse de In(OH)3 fraîchement préparé montre que la première étape est la conversion de {\displaystyle {\ce {In(OH)3.{\mathit {x}}H2O}}} en In(OH)3 cubique.
La précipitation de l'hydroxyde d'indium fut une étape dans la séparation de l'indium du minerai de zinc-blende par Reich et Richter, les découvreurs de l'indium.
In(OH)3 est amphotère, comme Ga(OH)3 et Al(OH)3 mais est beaucoup moins acide que Ga(OH)3 ayant une plus faible solubilité dans les alcalis que dans les acides et est pour tous les usages un hydroxyde basique.
La dissolution de In(OH)3 dans des alcalins forts donne des solutions qui contiennent probablement soit quatre coordonnés In(OH)4− ou In(OH)4(H2O)−.
La réaction avec l'acide acétique ou avec les acides carboxyliques produit très probablement un acétate basique ou un sel de carboxylate, par exemple In(OH)(OOCCH3)2.
Sous une pression de 10 MPa et à 250-400 °C, In(OH)3 se transforme en oxyhydroxyde d'indium, InO(OH) (qui a une structure rutile déformée).
La décompression rapide d'échantillons de In(OH)3 comprimés à 34 GPa entraîne leur décomposition, fournissant de l'indium métal.
L'ablation laser de In(OH)3 donne InOH, l'hydroxyde d'indium(I), une molécule courbée avec un angle In-O-H d'environ 132° et une longueur de liaison In-O de 201,7 pm .